# Museu de Arte Sacra do Funchal
O Museu de Arte Sacra do Funchal encontra-se instalado no antigo Paço Episcopal do Funchal, na Madeira, Portugal. Foi aberto ao público no dia 1 de junho de 1955.
É constituído por coleções de pintura, escultura, ourivesaria e paramentaria dos séculos XV a XIX. Das coleções destaca-se a de pintura flamenga dos séculos XV e XVI, a qual chegou à Madeira no século XVI na chamada época áurea da produção açucareira. Os painéis flamengos distinguem-se não só pela sua grande qualidade como pelas grandes dimensões, pouco comuns nos museus da Europa. É de realçar, ainda, a coleção de escultura flamenga, proveniente especialmente de Malinas e de Antuérpia.

## Galeria

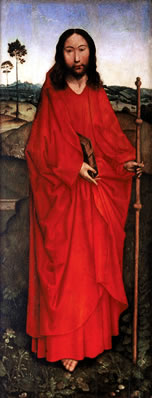
Santiago Maior, de Dirk Bouts — segunda metade do século XV
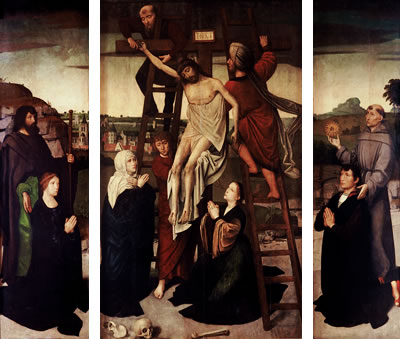
Tríptico da Descida da Cruz, de Gérard David — c. 1518-27
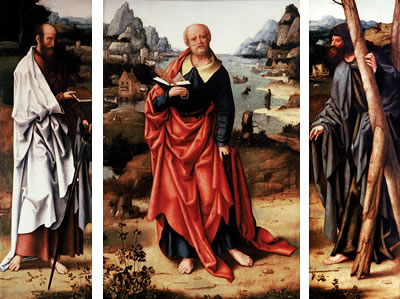
Tríptico de São Pedro, São Paulo e Santo André, de Joos van Cleve et al. — c. 1520
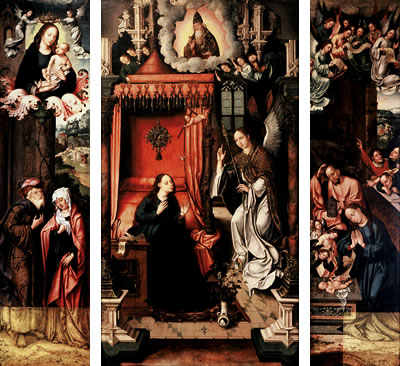
Tríptico da Encarnação, de Joos van Cleve — século XVI
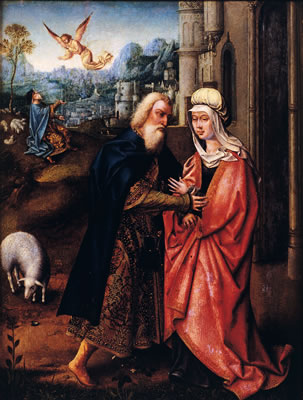
Encontro de São Joaquim e Santa Ana junto da Porta Dourada, do Mestre da Adoração de Machico — inícios do século XVI
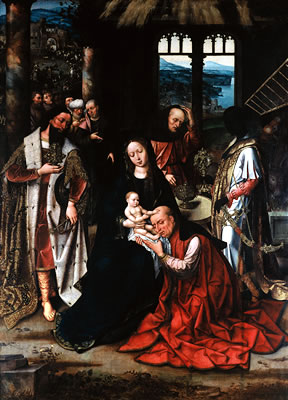
Adoração dos Reis Magos, do Mestre da Adoração de Machico — inícios do século XVI
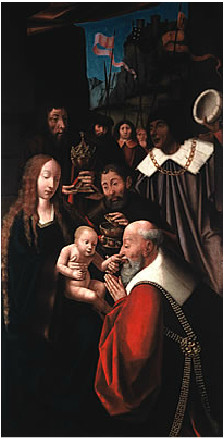
Adoração dos Reis Magos, do Mestre da Adoração de Machico — inícios do século XVI
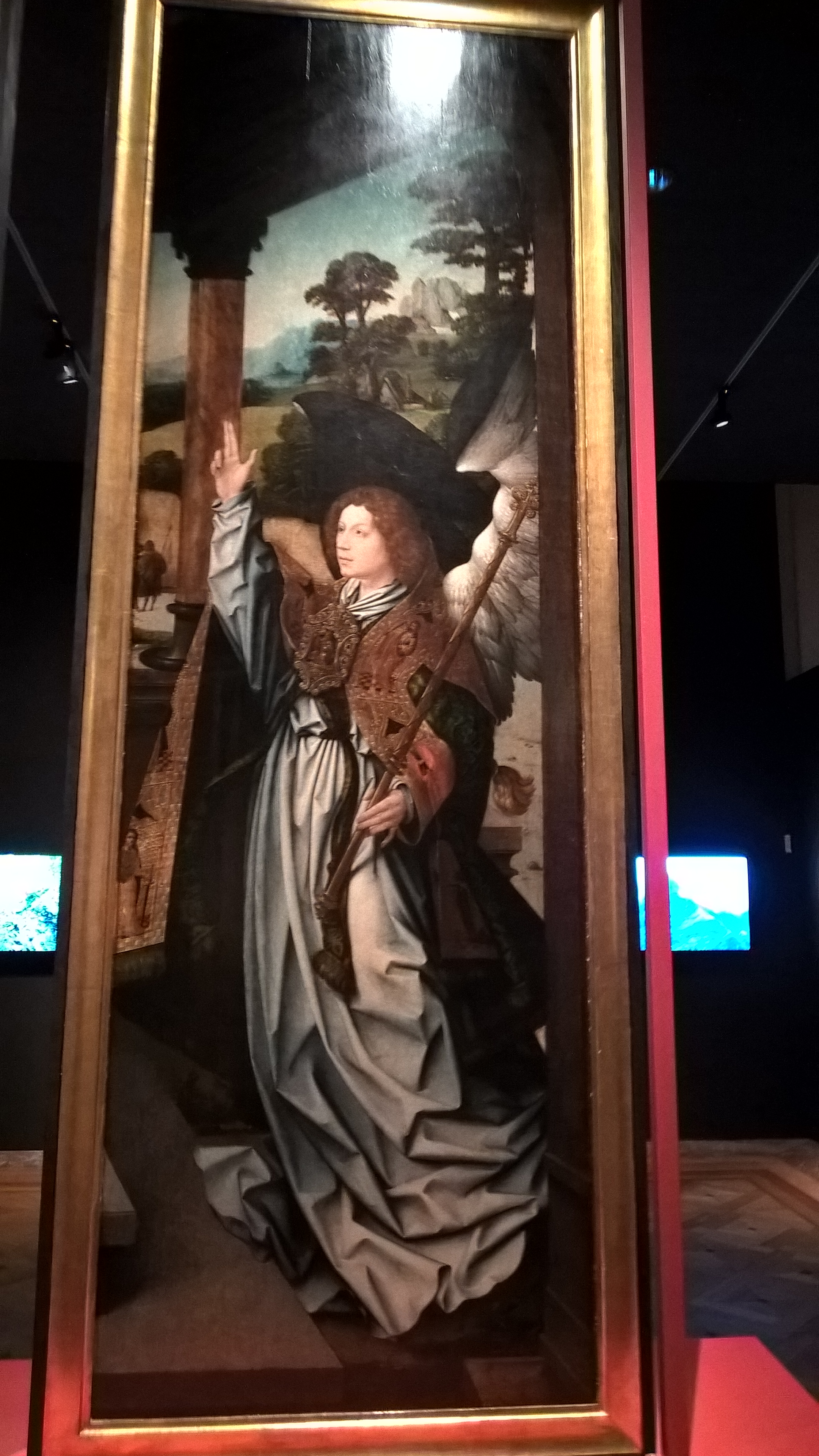
Tríptico da Matriz da Calheta, de Jan Provoost — c. 1525-1529
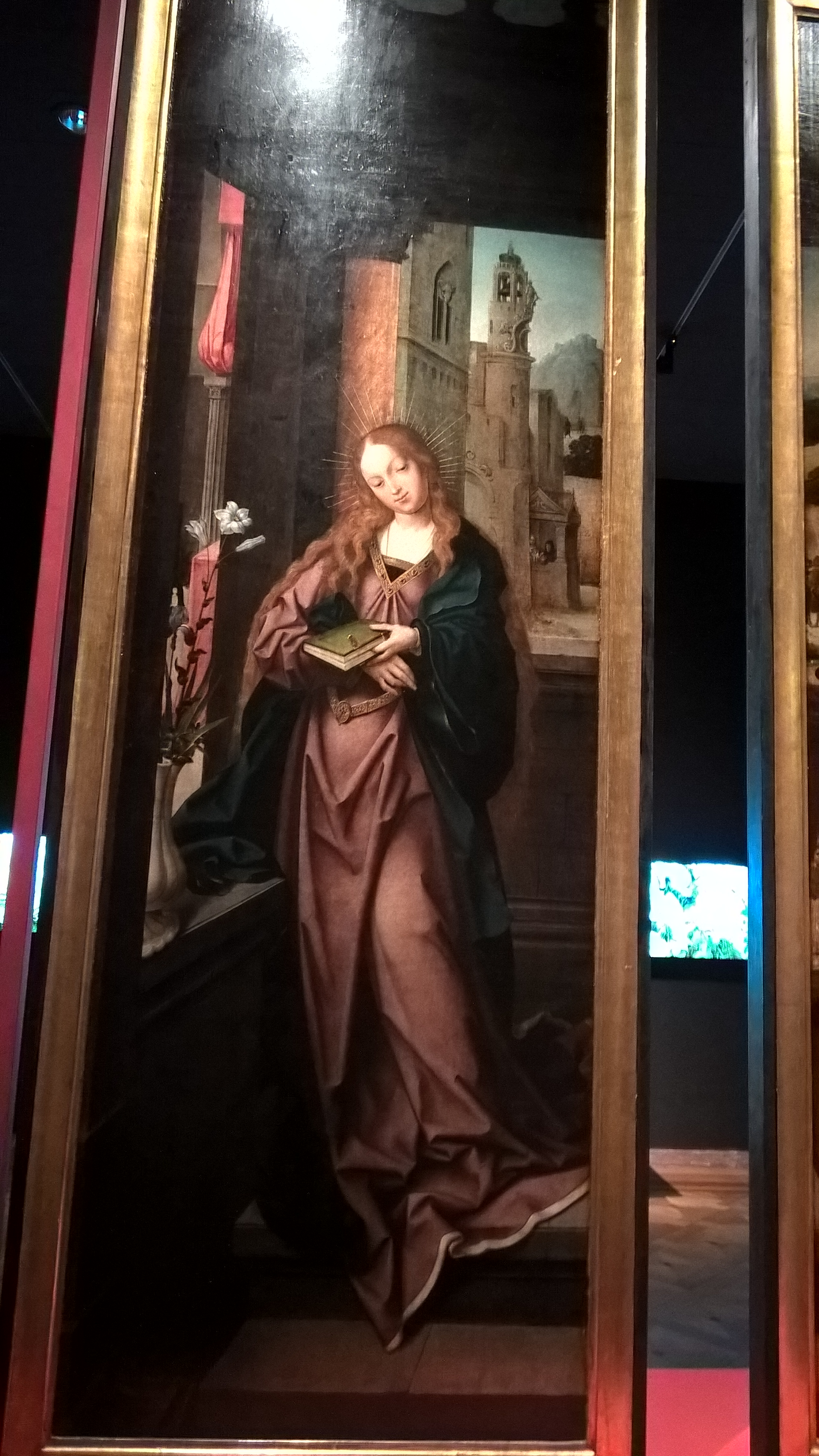
Tríptico da Matriz da Calheta, de Jan Provoost — c. 1525-1529
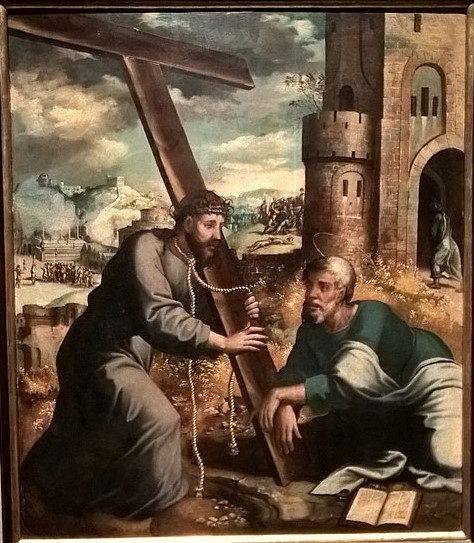
Quo Vadis?, de Diogo de Contreiras — c. 1545-1550
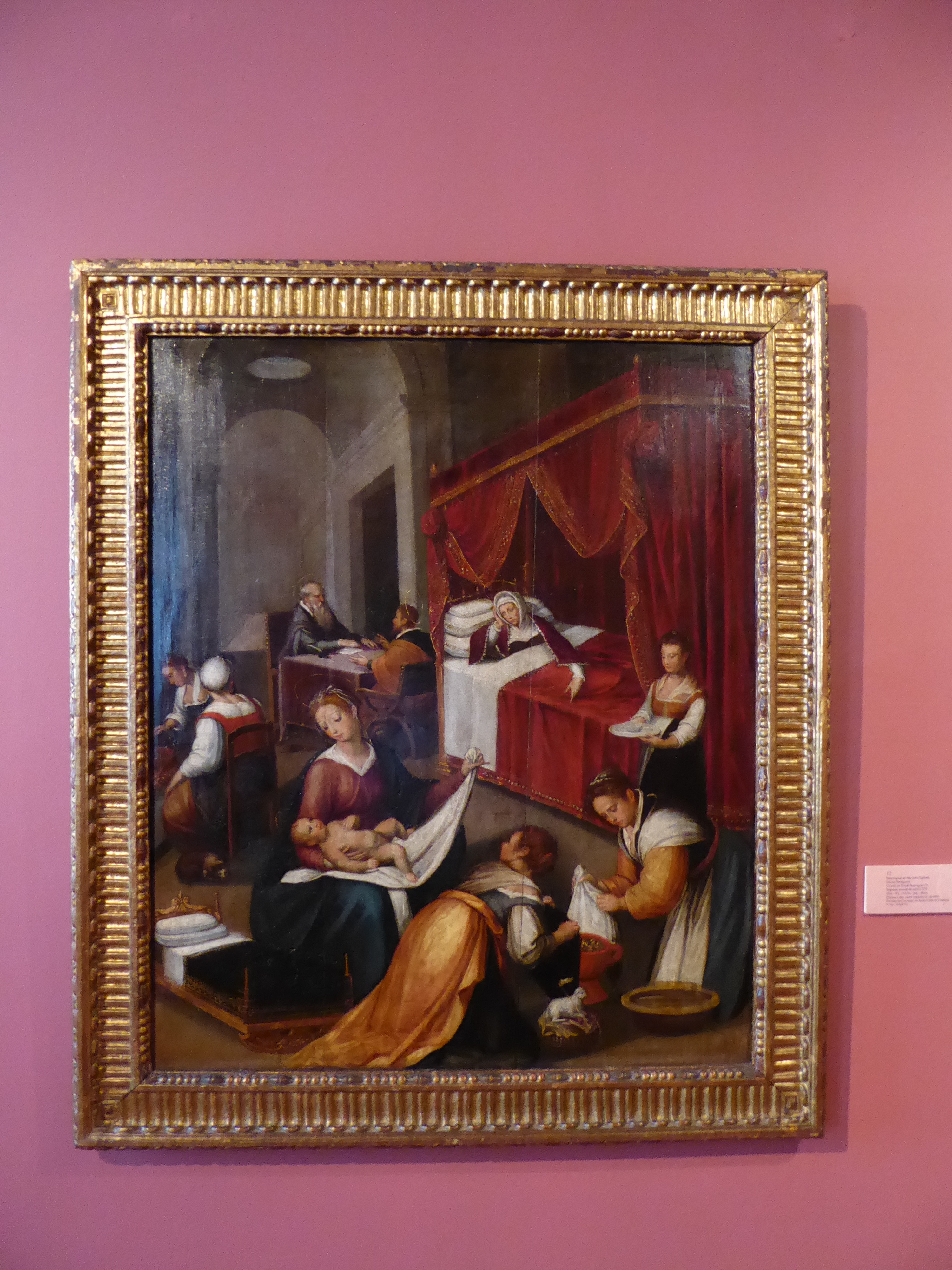
São Vicente, de Francisco Venegas (?) — c. 1590
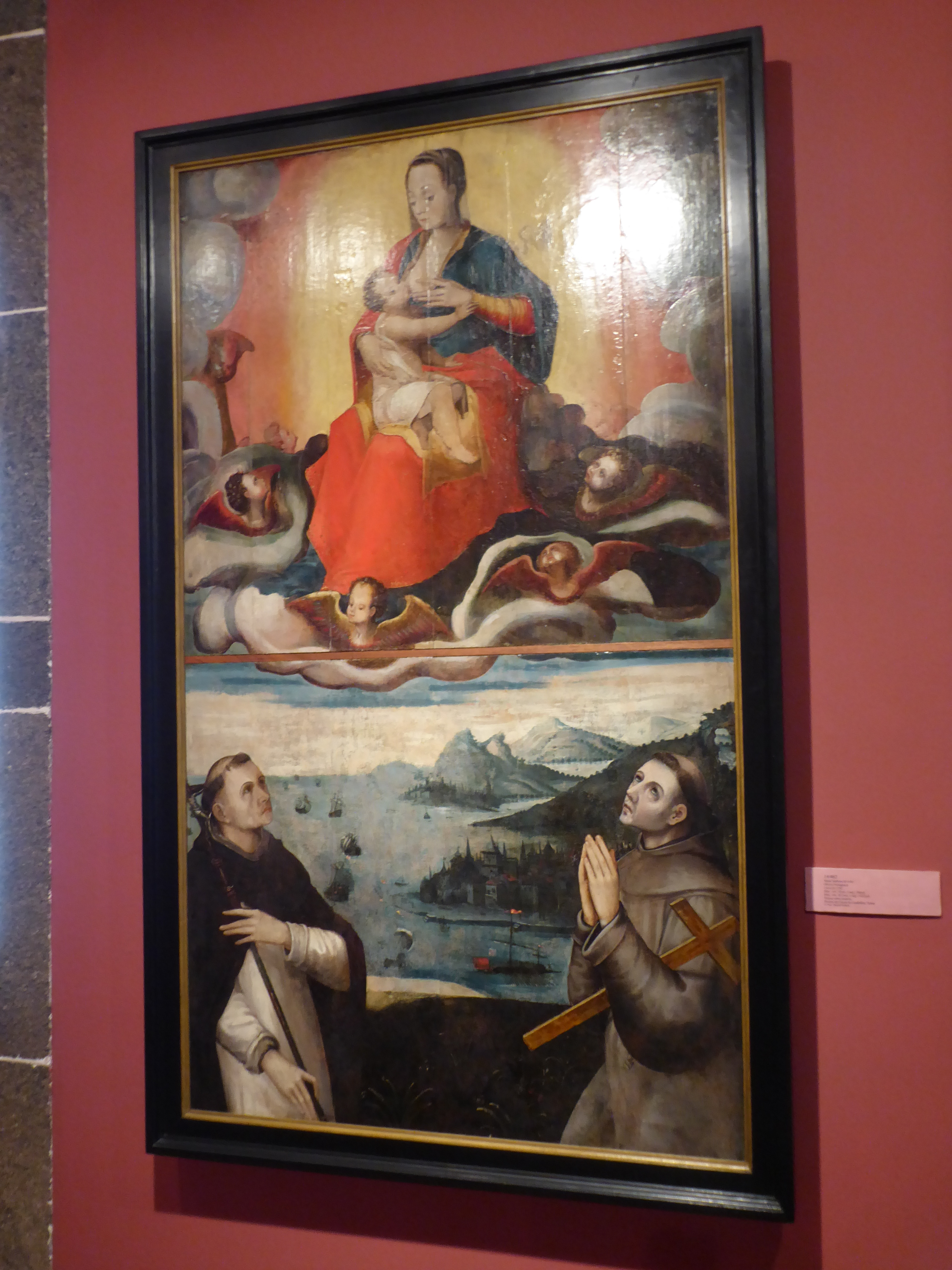
Clarissas — inícios do século XVII